# Spina - Benignetti Piano Duo
Spina - Benignetti Piano Duo è duo un pianistico italiano formato dai pianisti Eleonora Spina e Michele Benignetti.

## Storia
Il duo pianistico composto da Eleonora Spina e Michele Benignetti si è formato nel 2013 ed ha ottenuto il prestigioso "Diplôme Supérieur d'Execution" presso l'École Normale de Musique de Paris , con la menzione "à l'unanimité". Si sono inoltre laureati cum laude presso il Conservatorio di Maastricht in Olanda. Hanno studiato sotto la guida di Enrico Pace, Igor Roma, Gil Garburg, Sivan Silver ed Henk Guittart .
Nel 2015 hanno pubblicato l'album di debutto Brahms Sonata for 2 pianos - Haydn Variations per la casa discografica Brilliant Classics. Nel 2017 sono stati nominati "Yamaha Artist" , mentre l'anno successivo hanno pubblicato il disco Lifetime, che ha ottenuto la Medaglia d'Oro al premio discografico internazionale "Global Music Awards"  in California (Stati Uniti), come miglior album, miglior duo e miglior artista emergente .Hanno inciso per Ulysses Arts, Piano Classics, Brilliant Classics e Sheva Collection. 

## Discografia
- 2015 – Brahms Sonata for 2 pianos - Haydn Variations[6] (Brilliant Classics, 94956)
- 2018 – Lifetime[7] (Sheva Collection, SH170)
- 2021 – Visions[8]  (Sheva Collection, SH277)
- 2022 – Schubert: Music for Piano Four Hands (Ulysses Arts, UA220030)
- 2024 – Transcriptions for Piano Four Hands (Piano Classics, PCL10311)